# Stenoderma
Stenoderma rufum é uma espécie de morcego da família Phyllostomidae. Pode ser encontrada somente em Porto Rico e nas Ilhas Virgens Americanas. É a única espécie do gênero Stenoderma.